# 阿佐辰美
阿佐 辰美（あさ たつみ、2000年8月27日 - ）は、大阪府出身の俳優。A-PLUS所属。

## 人物
身長178cm。
趣味は映画鑑賞、スノボー。特技は殺陣、腹踊り。

## 出演作品

### テレビドラマ
- 水曜ドラマ / 悪女（わる）〜働くのがカッコ悪いなんて誰が言った?〜 第9話・第10話（2022年、日本テレビ） - 星田奏 役
- 金曜ロードショー / 君と世界が終わる日に Season 4（2023年、日本テレビ）
- 金曜ドラマDEEP（日本テレビ）
  - 夫婦が壊れるとき（2023年） - 藤野拓人 役
  - 消せない「私」-復讐の連鎖-（2024年） - ソラ 役[2]
- 金曜ナイトドラマ / 波よ聞いてくれ 第2話（2023年、テレビ朝日） - アルバイト候補 役
- 火曜ACTION! / 僕たちの校内放送（2023年、フジテレビ）
- ドラマ8 / ブラックポストマン 第4話・第5話（2023年9月8日・15日、テレビ東京） - 根本篤 役
- 相棒 SEASON22 元日スペシャル（2024年1月1日、テレビ朝日） - 黒須真士 役
- 鬼平犯科帳 本所・桜屋敷（2024年1月8日、時代劇専門チャンネル） - 岸井左馬之助（青年期） 役[3]
- Believe-君にかける橋- 第3話（2024年5月9日、テレビ朝日） - 戸上俊太 役
- 宙わたる教室（2024年10月8日 - 12月10日、NHK総合・NHK BS4K） - 朴大成 役
- 大河ドラマ 光る君へ 第41回 - 第45回（2024年10月27日 - 11月24日、NHK） - 敦明親王 役[4]
- 秘密〜THE TOP SECRET〜（2025年1月20日 - 4月7日、関西テレビ・フジテレビ） - 小池穂高 役[5]
- 看守の流儀（2025年6月21日、テレビ朝日） - 奥井亨 役[6]

### 映画
- 劇場版TOKYO MER〜走る緊急救命室〜（2023年、東宝）
- ブルーピリオド（2024年8月9日、ワーナー・ブラザース） - 歌島立花 役
- 遺書、公開。（2025年1月31日、松竹） - 津島航 役[7][8]
- おいしくて泣くとき（2025年4月4日、松竹）
- フロントライン（2025年6月13日〈予定〉、ワーナー・ブラザース）

### CM
- アリさんマークの引越社（2023年）[9]
  - 「巨大なDAIGOさん」篇
  - 「さらに巨大なDAIGOさん」篇

### 雑誌
- 幻冬舎 「GINGER」（2022年11月号）
- ぴあ 「SODA」（2023年9月号）